# Emanuel Vignato
Emanuel Vignato (Negrar, 24 de agosto de 2000) es un futbolista italiano que juega en la demarcación de extremo para el Pisa S. C. de la Serie A.

## Biografía
Empezó a formarse como futbolista en la cantera del A. C. ChievoVerona. Después de varias temporadas en las categorías inferiores del club, finalmente debutó con el primer equipo el 20 de mayo de 2017 en un encuentro de la Serie A contra la A. S. Roma, partido que finalizó con un marcador de 3-5 a favor de la Roma. En 2020 se marchó al Bologna F. C. 1909, equipo con el que debutó el 21 de septiembre contra el A. C. Milan. Estuvo dos temporadas y media antes de ser cedido en enero de 2023 al Empoli F. C. Posteriormente jugó en el Pisa S. C., equipo que el 1 de febrero de 2024 lo prestó a la U. S. Salernitana 1919.

## Clubes
| Club                            | País   | Año       | Partidos | Goles |
| ------------------------------- | ------ | --------- | -------- | ----- |
| A. C. ChievoVerona              | Italia | 2017-2020 | 49       | 6     |
| Bologna F. C. 1909              | Italia | 2020-2023 | 67       | 2     |
| Empoli F. C. (cedido)           | Italia | 2023      | 5        | 1     |
| Pisa S. C.                      | Italia | 2023-2024 | 12       | 0     |
| U. S. Salernitana 1919 (cedido) | Italia | 2024      | 9        | 0     |
| Pisa S. C.                      | Italia | 2024-     | 12       | 0     |

## Vida personal
Su hermano Samuele también es futbolista profesional.